# Ola de frío en Oriente Próximo de 2013
La ola de frío en Oriente Próximo de 2013 se refiere a la tormenta invernal que afectó a la región de Oriente Próximo en diciembre de 2013, afectando a Jordania, Turquía, Chipre, Siria, Líbano, Israel, los territorios palestinos y Egipto. 
La tormenta fue llamada «Alexa» por varios medios de comunicación, y sumió en el caos a millones de personas de toda la región, especialmente a los refugiados del conflicto sirio.

## Eventos por país

### Chipre
Para el 14 de diciembre, Alexa había cubierto la cordillera Troodos de la isla con nieve. Las nevadas habían comenzado varios días antes, con la nieve alcanzando un espesor máximo de 70 cm en los montes de Troodos. Además de 400 cortes de energía, Alexa dejó aislados a varios pueblos, entre ellos Armenohori, Farmakas, Kampi y Sina Oros, perdiendo éstos el acceso al suministro eléctrico por largos períodos de tiempo.

### Egipto
El viernes 13 de diciembre, la capital de Egipto, El Cairo, fue testigo de nevadas raras (en su mayoría granizo blando) que los medios de comunicación locales afirmaron era la primera vez en 112 años que se producían, y se estima que la temperatura nocturna cayó tan bajo como a 2 °C (36 °F). El Monasterio de Santa Catalina, en el Monte Sinaí, quedó cubierto por una capa de nieve.

### Israel
La capital, Jerusalén, fue paralizada por una feroz tormenta de nieve; su alcalde, Nir Barkat, solicitó a las Fuerzas de Defensa de Israel ayuda para socorrer a los automovilistas varados, mientras las autoridades instaban a los residentes a permanecer en sus casas. El primer ministro Netanyahu la denominó una tormenta «de una vez en un siglo».

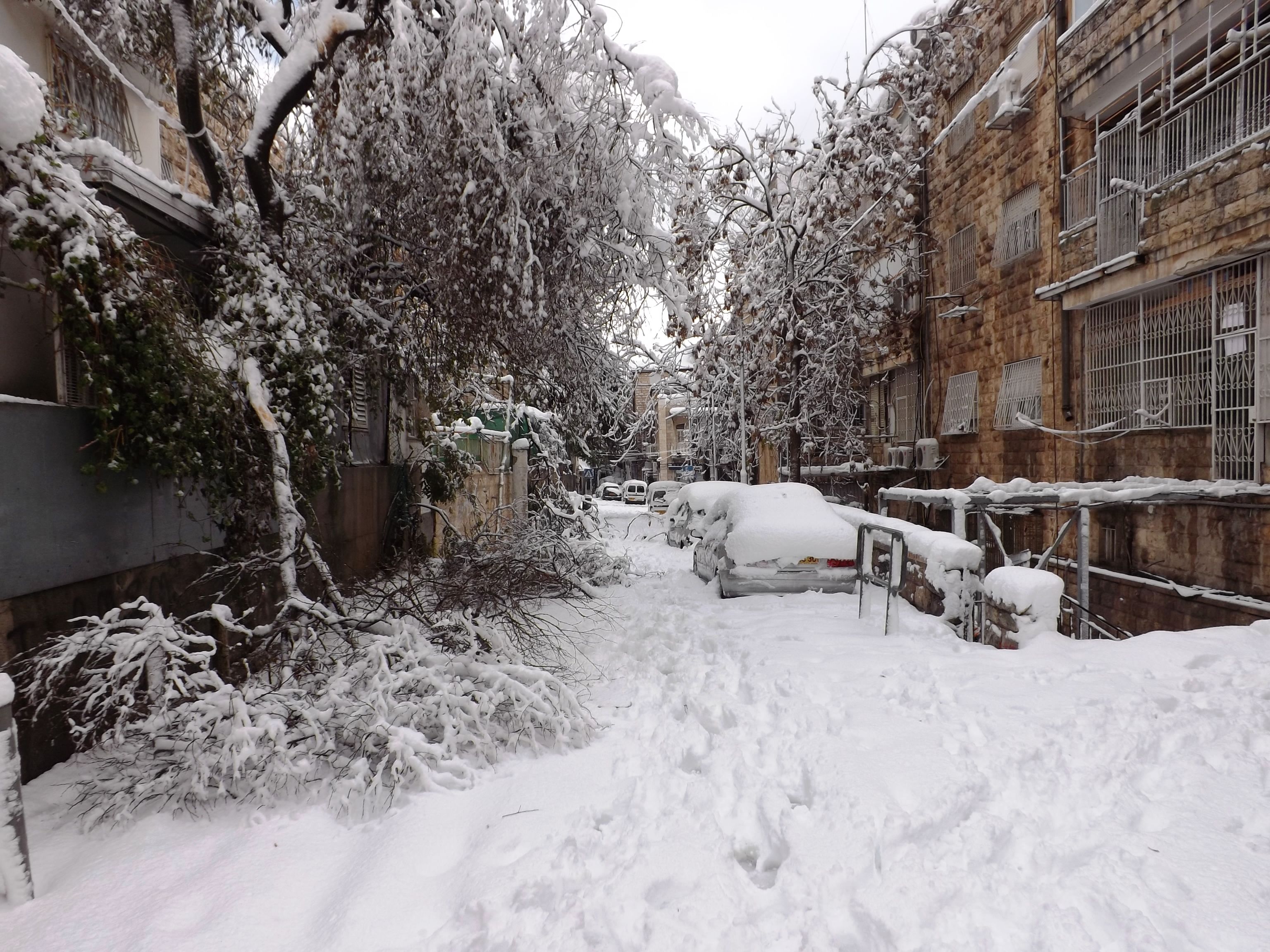
Una calle en Jerusalén luego de la tormenta.

Los caminos fueron cerrados en Israel debido a las gruesas capas de nieve en las regiones elevadas y las inundaciones en las zonas más bajas. La tormenta ocasionó el cierre temporal del Aeropuerto Internacional Ben Gurión, obligando al Secretario de Estado de Estados Unidos, John Kerry, a interrumpir su reunión con el presidente palestino, Mahmoud Abbas, en Ramala, para volver a Israel antes de que las carreteras y los aeropuertos quedasen totalmente fuera de servicio. Los accesos a Jerusalén estuvieron bloqueados durante 48 horas debido a los aproximadamente 60 cm de nieve y las inundaciones y los coches que fueron abandonados en medio de las calles y carreteras al quedar atascados en la nieve.
Después de un día inicial de poca nieve, el 13 de diciembre de 2013 una fuerte tormenta de nieve depositó entre 40 y 60 cm (16-24 pulgadas) de nieve en Jerusalén, entre 60 y 100 cm (24 y 39 pulgadas) en los Altos del Golán, y hasta 1 m (3 pies 3 pulgadas) en el área de Gush Etzion. La nieve cayó en Haifa por primera vez en 22 años. En zonas más cálidas de Israel se presentaron lluvias muy fuertes que causaron inundaciones. El ferrocarril Jerusalén-Beit Shemesh-Tel Aviv prestó servicios incluso en Shabbat (en Israel el transporte público no funciona en Shabbat) para poder evacuar de la ciudad a las personas aisladas por las carreteras bloqueadas. El nivel del Mar de Galilea, principal fuente de agua fresca para Israel, se elevó en 1 dm luego de la tormenta.

### Jordania
En Jordania, Ghazi Sarhan, portavoz de la administración jordana de los campamentos de refugiados sirios, anunció el 13 de diciembre que «durante las últimas 48 h se han distribuido a los refugiados 10.000 mantas y 1.500 estufas». Se presentaron fuertes nevadas en Amán, donde incluso el rey Abdullah II de Jordania ayudó a empujar un coche que había quedado atrapado en la nieve.

### Líbano
Se informó de que el Ejército libanés fue llamado para distribuir ayuda de emergencia a los refugiados sirios; según el ACNUR, se entregó combustible, mantas, estufas y raciones de comida a 125.000 refugiados. De acuerdo con el anuncio de Abou Faour, publicado en el diario Al Nahar el 12 de diciembre: «Hay 1.600 refugiados en los campamentos improvisados, además de unos 431 campos no organizados de manera oficial, lo que hace difícil llegar a estos lugares. Es por eso que el gabinete tuvo que pedir la ayuda del ejército para hacer que la mayor cantidad de ayuda llegase a los refugiados como fuese posible».

### Territorios Palestinos
Ramala, Belén, Hebrón y muchos otros pueblos y ciudades quedaron cubiertas de nieve, y algunas zonas más bajas sufrieron las inundaciones provocadas por las fuertes lluvias. El grosor de la nieve en Nablus y Hebrón varió desde los 60 hasta los 145 cm, y en Belén osciló entre los 20 y los 55 cm. La escena en la Plaza del Pesebre, ubicada junto a la Iglesia de la Natividad, fue la de una Navidad blanca con la plaza totalmente decorada y cubierta con una profunda capa de nieve.
La Franja de Gaza fue azotada durante tres días consecutivos por la lluvia torrencial por tres días, y sus gobernantes de Hamás dijeron que unas 500 familias habían sido evacuadas de sus casas inundadas, ya que los temporales azotaron el territorio costero desde el 11 de diciembre.

### Siria
El Alto Comisionado de las Naciones Unidas para los Refugiados (ACNUR) emitió planes para transportar 40 toneladas de alimentos para 50.000-60.000 personas en la provincia nororiental de Hasakha desde Irak. El puente aéreo de alimentos de urgencia para decenas de miles de personas en el noreste de Siria, previsto originalmente para el 12 de diciembre, sin embargo, se retrasó debido a la nieve. 
Según Matthew Hollingworth, director para Siria del Programa Mundial de Alimentos de las Naciones Unidas, los sirios desplazados internamente huyeron de sus hogares con pocas pertenencias por lo que no tenían ni siquiera la ropa o mantas suficientes para defenderse de las bajas temperaturas, necesitando desesperadamente combustible para calefacción y para cocinar los alimentos que reciben como ayuda humanitaria. Según se informó, un niño y un bebé murieron a causa del frío el 12 de diciembre, y un activista en la ciudad de Hara, sitiada por los rebeldes sirios, reportó que los residentes estaban luchando para mantenerse calientes con la electricidad cortada y sin poder ingresar comida o combustible.

## Turquía
Dos días de nevadas en Turquía obligaron a que el jueves 12 de diciembre se cancelaran 240 vuelos nacionales e internacionales en los aeropuertos de todo el país, con retrasos que abarcaron varias horas, afirmó la aerolínea Turkish Airlines en su sitio web.